# Големите шпионки
„Големите шпионки“ или Тотали Спайс (на английски: Totally Spies!) е френско-канадски анимационен сериал. Излъчването му започва през 2001 г. Състои се от 7 сезона.

## Сюжет
Героини в него са 3 момичета – Кловер (Клоувър в превод от английски: „детелина“), Сам и Алекс. Те работят в шпионска организация, основана от Джери Люис, който е и техният шеф. Джери изпраща момичетата на различни мисии, в които те се борят с различни злодеи. В епизодите често се използват елементи на т.нар. аниме (японски стил на анимация), въпреки че в по-голямата си част анимацията е в европейско-американски стил.

## Излъчване
| Сезон | Сезон | Епизоди | Начало на сезона | Край на сезона    |
| ----- | ----- | ------- | ---------------- | ----------------- |
|       | 1     | 26      | 3 ноември 2001   | 15 юни 2002       |
|       | 2     | 26      | 8 август 2003    | 19 септември 2004 |
|       | 3     | 26      | 3 октомври 2004  | 31 юли 2005       |
|       | 4     | 26      | 3 април 2006     | 8 март 2007       |
|       | 5     | 26      | 31 август 2007   | 10 февруари 2008  |
|       | 6     | 26      | 19 юни 2013      | 3 октомври 2013   |

## В България
В България сериалът първоначално започва излъчване по Канал 1 през 2006 – 2007 г. където са показани трети и четвърти сезон като преводът е от френски. През 2009 г. започва излъчването на пети сезон по обновения БНТ 1. Заглавието е прочетено като Големите шпионки.
През октомври 2007 г. започва излъчване по Jetix, където е показан премиерно и пети сезон. Заглавието се прочита като Тотали Спайс. Дублажът е на студио Медиа Линк. Ролите в трети сезон се озвучават от Светлана Бонин, Елисавета Господинова, Илия Иванов и Виктория Буреш. В първи сезон Виктория Буреш е заместена от Мими Йорданова за няколко епизода. В някои епизоди Иванов не участва и ролите му са поети от Цанко Тасев. В четвърти сезон Бонин е заменена с Елена Бозова, а към състава се присъединява Цветан Ватев. В този сезон заглавието не се изчита. В пети сезон Ватев не участва. На 19 септември 2009 г. започва излъчване на Disney Channel, където стартира премиерно първи сезон. В него Бонин се връща. В някои епизоди Буреш не участва и ролите ѝ са поети от Юлия Станчева. През март 2013 г. стартира премиерно втори сезон.
През ноември 2013 г. започва шести сезон по Никелодеон. Дублажът е синхронен в Доли Медия Студио. Заглавието отново се изчита като Големите шпионки.
През 2024 г. първите 10 епизода от седми сезон са качени в стрийминг платформата   Макс. На 25 ноември 2024 г. започва седми сезон по локалната версия на Картун Нетуърк с разписание всеки ден от 15:15 ч.